# 120 mm морско оръдие Кане
120 mm морско оръдие система Кане е 120 mm оръдие, разработено от френския инженер и артилерийски конструктор Густав Кане (на френски: Gustave Canet) и произвеждано по лиценз от Обуховския завод (Санкт Петербург) и Пермския завод (Перм).
Договорът за лицензионно производство с фирмата Forges et Chantiers de la Mediterranes е подписан на 10 август 1891 г. Прието на въоръжение от руския императорски флот през 1892 г. С тези оръдия са въоръжени броненосците от тип „Андрей Первозваний“ (2 единици), „Император Александър II“ (2 единици), „Три Святителя“, броненосците за брегова отбрана тип „Адмирал Сенявин“ (3 единици). Също и броненосните крайцери „Рюрик“, „Дмитрий Донски“ и „Владимир Мономах“, бронепалубните крайцери тип „Жемчуг“ (2 единици), „Новик“, „Боярин“ и „Алмаз“, а също така и канонерските лодки от типа „Гиляк II“ (4 единици) и „Карс“ (2 единици), ескадрените миноносци тип „Лейтенант Шестаков“, както и на аржентинския броненосец „Алмиранте Браун“.
Освен това се използват и като оръдия на бреговата отбрана. Оръдията са били на въоръжение през Руско-японската война, Първата световна война и в Гражданската война.

## Боеприпаси
| Бронебоен образец 1895 г. | 20,47 | 20,47 | 2,8  | ?    | —     | 823   | 10 065/18     |
| Фугасен образец 1907 г.   | 20,48 | 20,48 | 3,55 | 2,56 | 10,3  | 823   | 11 306/25     |
| Осколъчен образец 1907 г. | 23    | 23    | 4,38 | 2,87 | 12,47 | 731,5 | 12 810/25     |
| Фугасен образец 1911 г.   | 28,97 | 28,97 | 5    | 3,73 | 12,8  | 686   | 13 176/25°28' |
| Шрапнел (куршуми)         | 20,41 | 20,41 | 3,73 | 0,29 | —     | 823   | 10 085/17°46' |
| Гмуркащ се                | 26,1  | 26,1  | 5    | 5,22 | 20,1  | 216,4 | 2379          |